# Monotropaceae
Monotropaceae is een botanische naam, voor een familie van tweezaadlobbige planten. Een familie onder deze naam wordt slechts onregelmatig erkend door systemen voor plantentaxonomie, en niet door het APG-systeem (1998) en het APG II-systeem (2003): deze voegen de betreffende soorten in bij de vergrote heidefamilie (Ericaceae).
Het betreft een kleine familie van kruidachtige planten, die apart zijn omdat ze geen bladgroen hebben. Tot en met de 22e druk van de Heukels werd dit de Stofzaadfamilie genoemd, met slechts één in Nederland voorkomende soort:
- Stofzaad (Monotropa hypopitys)

In het Cronquist-systeem (1981) is de plaatsing van de familie in de orde Ericales,